# International Financial Reporting Standards
De International Financial Reporting Standards (IFRS) zijn een boekhoudkundige standaard voor jaarverslagen van bedrijven. Sinds 1 januari 2005 zijn beursgenoteerde bedrijven in de EU verplicht op deze wijze te rapporteren.
IFRS omvat de oudere IAS (International Accounting Standards). De oudere IAS-standaarden zijn niet komen te vervallen maar zijn uitgebreid en verder uitgewerkt. Daarnaast zijn een aantal IFRS-normen toegevoegd.
Basis voor IFRS is het rapporteren op basis van "fair value", wat inhoudt dat er gerapporteerd moet worden op basis van de actuele waarden (dit in tegenstelling tot de oude verslagleggingsregels, waarbij de aankoopwaarde de basis kon vormen). Van aandelen in het bezit van het bedrijf kan de actuele waarde aanzienlijk variëren, wat duidelijk waarneembaar is als ze beursgenoteerd zijn. Deze veranderingen in de waarde beïnvloeden het vermogen en de winst, ook als het resultaat van de bedrijfsactiviteiten zelf niet is veranderd.
Het gevolg van deze wijziging is dat veel bedrijven (met name de verzekeraars en de banken) hun bezittingen gaan "hedgen", om de waarde ervan te stabiliseren en te voorkomen dat er grote schommelingen ontstaan in de waarde van het bedrijf en in de waarde van een aandeel op de beurs.

## Verantwoordelijke organisatie
Verantwoordelijk voor het opstellen van de standaard is de International Accounting Standards Board (IASB), de opvolger van de International Accounting Standards Committee (IASC) die in 1973 opgericht was en de IAS-standaarden vastgelegd heeft.
De Europese Commissie heeft in een verordening vastgelegd dat alle beursgenoteerde bedrijven hun jaarverslag in de IFRS-vorm moeten presenteren. Dat hield voor alle bedrijven uit EU-landen in dat zij moesten omschakelen van rapporteren volgens GAAP (Generally Accepted Accounting Principles) (= de Nederlandse standaard in Nederland, de Belgische standaard in België), naar rapporteren volgens IFRS. Kern van de verandering was dat het minder gaat over de hoogte en meer over de kwaliteit van de winst. Ook uniformiteit binnen Europa omwille van de vergelijkbaarheid van ondernemingen was een argument voor invoering.
Voor niet-beursgenoteerde bedrijven geldt deze verplichting niet en is het nationale stelsel nog steeds van toepassing. Er is daarom in het Nederlandse Burgerlijk Wetboek Boek 2, Titel 9, een bepaling opgenomen dat bedrijven hun jaarrekening volgens IFRS mogen inrichten.

## Ontwikkelingen
IFRS is geen afgerond verhaal. Er is discussie over hoe de standaarden geïnterpreteerd moeten worden. Met name de implementatie van de IAS-normen IAS 32 (Financiële instrumenten: informatieverschaffing en presentatie) - en de IAS 39 (Financiële Instrumenten: opname en waardering) leveren veel discussie op. De vraag die voortdurend gesteld wordt is of de veranderde basis van de verslaglegging wel een beter beeld van de realiteit oplevert.

## Pensioenregelingen
Salarisdiensttijdregelingen of beschikbare-uitkeringssystemen (defined benefit) kunnen als gevolg van de rekenregels bij wettelijke waardeoverdracht onvoorziene kosten met zich meebrengen. Bij toepassing van IFRS worden dergelijke pensioenregelingen een balanspost.